# Bonaccorso (nome)
Bonaccorso  è un nome proprio di persona italiano maschile.

## Varianti
- Maschili: Bonaccorsio, Bonaccursio, Bonaccurso, Buonaccorso[1], Buonaccorsio, Buonaccursio, Buonaccurso
  - Ipocoristici: Accursio, Corso
- Femminili: Bonaccorsa[1], Buonaccorsa[1]

## Origine e diffusione
Dal nome gratulario medievale Bonaccorso, che ha il significato di "buon soccorso", "buon aiuto alla famiglia" (da buon e accorrere, nel senso di "correre in aiuto", "venire in soccorso"), origine analoga a quella del nome Accursio (che può peraltro essere un suo ipocoristico).
Ormai desueto ai giorni nostri, è ancora usato sporadicamente solo in Toscana. Semanticamente, Bonaccorso è affine ad altri nomi caduti in disuso quali Bonacquisto, Bonaggiunta, Bonaiuto e via dicendo.

## Onomastico
L'onomastico ricorre il 1º novembre, giorno di Ognissanti, poiché nessun santo ha portato il nome Bonaccorso, che quindi è adespota.

## Persone
- Bonaccorso Pitti, scrittore, diplomatico, politico e mercante italiano

### Variante Buonaccorso
- Buonaccorso da Montemagno il Giovane, umanista italiano
- Buonaccorso Buonaccorsi, cardinale italiano
- Buonaccorso Buonaccorsi, politico italiano